# Contea di Zhashui
La contea di Zhashui (柞水县S, Zhàshuǐ XiànP) è una contea della Cina, situata nella provincia dello Shaanxi e amministrata dalla prefettura di Shangluo.